# Ted Washington
Theodore Washington Jr. (Tampa, 13 aprile 1968) è un ex giocatore di football americano statunitense che ha militato nel ruolo di nose tackle nella National Football League (NFL). Al college giocò a football all'Università di Louisville

## Carriera professionistica
Washington fu scelto come 25º assoluto nel Draft NFL 1991 dai San Francisco 49ers. Giocò anche per Denver Broncos, Buffalo Bills, Chicago Bears, New England Patriots, Oakland Raiders e Cleveland Browns durante la sua carriera.
Washington fu convocato per quattro Pro Bowl e vinse un anello del Super Bowl coi Patriots nel Super Bowl XXXVIII. Alto 196 cm e pesante 170 kg, fu descritto come "il prototipo del nose tackle [in una difesa 3-4] di questa epoca". La sua taglia gargantuesca gli fece guadagnare soprannomi come "Mt. Washington" o "Washington Monument". Degna di nota fu anche la sua longevità, rimanendo un nose tackle titolare, uno dei ruoli più fisici del football, fino all'età di 39 anni.

## Palmarès

### Franchigia
- Super Bowl : 1

New England Patriots: VIII
- American Football Conference Championship: 1

New England Patriots: 2003

### Individuale
- Convocazioni al Pro Bowl: 4

1997, 1998, 2000, 2001
- All-Pro: 3

1997, 1998, 2001

## Statistiche
| Tackle     | 603  |
| Sack       | 34,5 |
| Intercetti | 2    |